# 매콜스

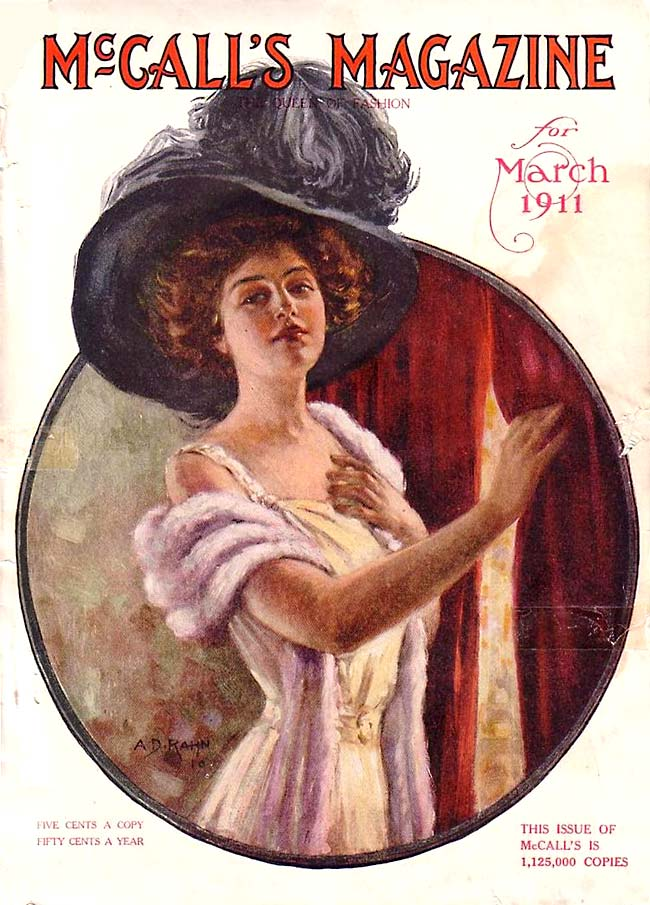
1911년의 매콜스 표지

매콜스(McCall's)는 매콜사에서 발행하는 월간 미국 여성 잡지로 20세기 상당 기간 동안 큰 인기를 누렸으며 1960년대 초에는 840만 명의 독자를 기록했다. 이 잡지는 1873년에 퀸(The Queen)이라고 불리는 작은 형식의 잡지로 설립되었다. 1897년에 그것은 패션의 여왕(후에 맥콜스로 줄여짐)으로 이름이 바뀌었고 그 후 크기가 커져 대형 광택이 있는 형식이 되었다. 그것은 여성 서비스 잡지의 "세븐 시스터즈" 그룹 중 하나였다.